# Chazy (New York)
Chazy est une ville située dans le comté de Clinton, dans l'État de New York, aux États-Unis. En 2010, elle comptait une population de 4 284 habitants, estimée au 1er juillet 2016 à 4 196 habitants. Chazy se trouve à 13 km au sud de la frontière entre le Canada et les États-Unis.

## Histoire
La région a été explorée par Samuel de Champlain, l' explorateur et navigateur français qui a cartographié de grandes parties du nord-est de l'Amérique du Nord, en 1609. La ville a été colonisée pour la première fois vers 1763 par Jean Laframboise, à qui l'on attribue également l'introduction de la culture de la pomme dans la région. Chazy doit son nom au lieutenant français de Chézy du régiment de Carignan-Salières, qui a été tué par les Iroquois en 1666.

## Démographie
Lors du recensement de 2010, la ville comptait une population de 4 284 habitants. Elle est estimée, en 2016, à 4 196 habitants.